# 维莱讷莱普雷沃特
维莱讷莱普雷沃特（法語：Villaines-les-Prévôtes，法語發音：[vilɛn le pʁevot]）是法国科多尔省的一个市镇，属于蒙巴尔区。

## 地理
维莱讷莱普雷沃特（47°33'15"N, 4°18'23"E）面积10.78 平方千米，位于法国勃艮第-弗朗什-孔泰大區科多尔省，该省份为法国中东部省份，北起奥布省，西接涅夫勒省和约讷省，南至索恩-卢瓦尔省，东南接汝拉省，东临上索恩省，东北部与上马恩省接壤。
与维莱讷莱普雷沃特接壤的市镇（或旧市镇、城区）包括：蒙蒂尼-蒙福尔、阿蒂、尚杜瓦索、热奈、米勒里、维塞尔尼。

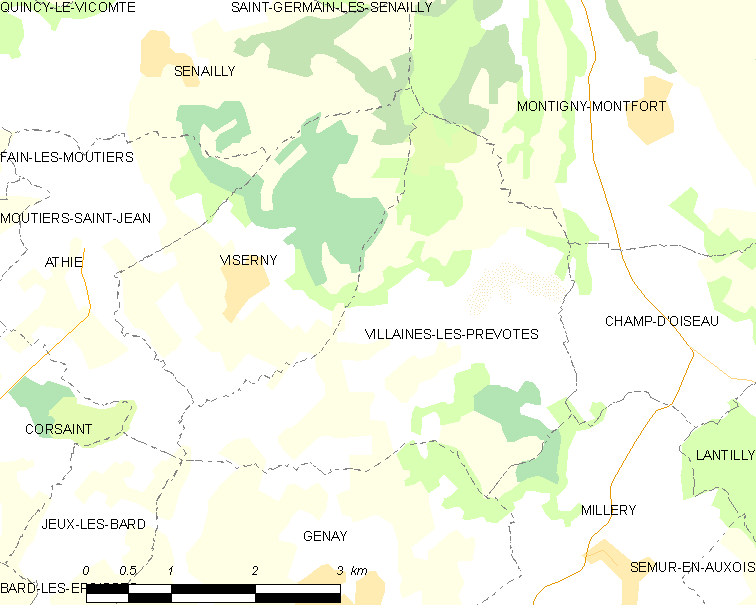
维莱讷莱普雷沃特的OSM定位图

维莱讷莱普雷沃特的时区为UTC+01:00、UTC+02:00（夏令时）。

## 行政
维莱讷莱普雷沃特的邮政编码为21500，INSEE市镇编码为21686。

## 政治
维莱讷莱普雷沃特所属的省级选区为蒙巴尔县。

## 人口

1962-2008年间维莱讷莱普雷沃特人口变化图示

维莱讷莱普雷沃特于2022年1月1日时的人口数量为143人。